# Pfeiffera paranganiensis
Pfeiffera paranganiensis är en kaktusväxtart som först beskrevs av Martín Cárdenas Hermosa, och fick sitt nu gällande namn av Paul V. Heath. Pfeiffera paranganiensis ingår i släktet Pfeiffera och familjen kaktusväxter. Inga underarter finns listade i Catalogue of Life.